# Plectranthus esculentus
Espèce
Plectranthus esculentus, la pomme de terre kafir, est une espèce de plantes à fleurs dicotylédones de la famille des Lamiaceae, sous-famille des Nepetoideae. C'est une plante herbacée originaire d'Afrique tropicale.
Plectranthus esculentus est vivace, à port dressé, pouvant atteindre un mètre de haut environ.
Elle produit parfois des bulbilles à l'aisselle des feuilles.
C'est une plante cultivée dans certaines régions de l'Afrique tropicale pour ses tubercules comestibles.
En Afrique du Sud, elle est parfois cultivée comme plante ornementale.

## Taxinomie
Cette espèce a été décrite par le botaniste britannique, Nicholas Edward Brown, et publiée en 1825 dans le Bulletin of Miscellaneous Information, Royal Gardens, Kew.

### Synonymes
Selon World Flora Online (WFO) (3 décembre 201522 janvier 2022)
- Coleus coppinii Heckel
- Coleus dazo A.Chev.
- Coleus esculentus (N.E.Br.) G.Taylor
- Coleus floribundus (N.E.Br.) Robyns & Lebrun
- Coleus floribundus var. longipes (N.E.Br.) Robyns & Lebrun
- Coleus langouassiensis A.Chev.
- Englerastrum floribundum (N.E.Br.) T.C.E.Fr.
- Plectranthus floribundus N.E.Br.
- Plectranthus floribundus var. longipes N.E.Br.